# Singly na prvním místě v roce 2012 (USA)
Seznam singlů, které obsadily první místo v Billboard Hot 100 v roce 2012.
| Období        | Píseň                                     | Umělec                          |
| ------------- | ----------------------------------------- | ------------------------------- |
| 7. ledna      | "Sexy and I Know It"                      | LMFAO                           |
| 14. ledna     | "Sexy and I Know It"                      | LMFAO                           |
| 21. ledna     | "We Found Love"                           | Rihanna featuring Calvin Harris |
| 28. ledna     | "We Found Love"                           | Rihanna featuring Calvin Harris |
| 4. února      | "Set Fire to the Rain"                    | Adele                           |
| 11. února     | "Set Fire to the Rain"                    | Adele                           |
| 18. února     | "Stronger (What Doesn't Kill You"         | Kelly Clarkson                  |
| 25. února     | "Stronger (What Doesn't Kill You"         | Kelly Clarkson                  |
| 3. března     | "Part of Me"                              | Katy Perry                      |
| 10. března    | "Stronger (What Doesn't Kill You"         | Kelly Clarkson                  |
| 17. března    | "We Are Young"                            | Fun. featuring Janelle Monáe    |
| 24. března    | "We Are Young"                            | Fun. featuring Janelle Monáe    |
| 31. března    | "We Are Young"                            | Fun. featuring Janelle Monáe    |
| 7. dubna      | "We Are Young"                            | Fun. featuring Janelle Monáe    |
| 14. dubna     | "We Are Young"                            | Fun. featuring Janelle Monáe    |
| 21. dubna     | "We Are Young"                            | Fun. featuring Janelle Monáe    |
| 28. dubna     | "Somebody That I Used to Know"            | Gotye featuring Kimbra          |
| 5. května     | "Somebody That I Used to Know"            | Gotye featuring Kimbra          |
| 12. května    | "Somebody That I Used to Know"            | Gotye featuring Kimbra          |
| 19. května    | "Somebody That I Used to Know"            | Gotye featuring Kimbra          |
| 26. května    | "Somebody That I Used to Know"            | Gotye featuring Kimbra          |
| 2. června     | "Somebody That I Used to Know"            | Gotye featuring Kimbra          |
| 9. června     | "Somebody That I Used to Know"            | Gotye featuring Kimbra          |
| 16. června    | "Somebody That I Used to Know"            | Gotye featuring Kimbra          |
| 23. června    | "Call Me Maybe"                           | Carly Rae Japsen                |
| 30. června    | "Call Me Maybe"                           | Carly Rae Japsen                |
| 7. července   | "Call Me Maybe"                           | Carly Rae Japsen                |
| 14. července  | "Call Me Maybe"                           | Carly Rae Japsen                |
| 21. července  | "Call Me Maybe"                           | Carly Rae Japsen                |
| 28. července  | "Call Me Maybe"                           | Carly Rae Japsen                |
| 4. srpna      | "Call Me Maybe"                           | Carly Rae Japsen                |
| 11. srpna     | "Call Me Maybe"                           | Carly Rae Japsen                |
| 18. srpna     | "Call Me Maybe"                           | Carly Rae Japsen                |
| 25. srpna     | "Whistle"                                 | Flo Rida                        |
| 1. září       | "We Are Never Ever Getting Back Together" | Taylor Swift                    |
| 8. září       | "We Are Never Ever Getting Back Together" | Taylor Swift                    |
| 15. září      | "Whistle"                                 | Flo Rida                        |
| 22. září      | "We Are Never Ever Getting Back Together" | Taylor Swift                    |
| 29. září      | "One More Night"                          | Maroon 5                        |
| 6. října      | "One More Night"                          | Maroon 5                        |
| 13. října     | "One More Night"                          | Maroon 5                        |
| 20. října     | "One More Night"                          | Maroon 5                        |
| 27. října     | "One More Night"                          | Maroon 5                        |
| 3. listopadu  | "One More Night"                          | Maroon 5                        |
| 10. listopadu | "One More Night"                          | Maroon 5                        |
| 17. listopadu | "One More Night"                          | Maroon 5                        |
| 24. listopadu | "One More Night"                          | Maroon 5                        |
| 1. prosince   | "Diamonds"                                | Rihanna                         |
| 8. prosince   | "Diamonds"                                | Rihanna                         |
| 15. prosince  | "Diamonds"                                | Rihanna                         |
| 22. prosince  | "Locked Out of Heaven"                    | Bruno Mars                      |
| 29. prosince  | "Locked Out of Heaven"                    | Bruno Mars                      |